# Vrba popelavá
Vrba popelavá (Salix cinerea) je středně velký hustý keř 2–3(–5) m vysoký, bochníkovitého až polokulovitého vzrůstu z čeledi vrbovitých (Salicaceae). Dřevina je málo proměnlivá, setkáme se s úzkolistými a širolistými typy. Obloukovité větve jsou bohatě rozvětvené. V přírodě mohou vznikat kříženci s vrbou jívou. Dožívá se 40 let.

## Popis
Borka je černošedá a jen na bázi nejsilnějších kmínků podélně rozpraskaná. Vrba má plochý rozsáhlý kořenový systém, pařezová výmladnost dobrá. Větve silné jako prst mají pod kůrou na dřevě výrazné lišty viditelné pouze po sloupnutí kůry (nejlépe na jaře, v míze). Letorosty i dvouleté větve jsou sametově chlupaté, podle čehož se dá vrba popelavá rozeznat od podobné
jívy. Jednoleté prýty hustě krátce plstnaté, poměrně silné. Pupeny 3–4 mm dlouhé, květní až 6 mm dlouhé, chlupaté.
Střídavé listy jsou podlouhle obvejčité až obkopinaté (nejširší nad polovinou), 6–9 cm dlouhé, 2–3 cm široké s vroubkovaně pilovitým až celokrajným okrajem, na líci matně zelené, slabě chlupaté, na rubu šedavé, silněji chlupaté, se 6–10(–11) páry žilek. Řapík je 0,4–0,8 cm dlouhý. Palisty polosrdčité až ledvinité, zřetelné, vytrvalé.
Vrba popelavá je dvoudomá. Rozkvétá před rašením listů koncem března a v dubnu. Má dlouze chlupaté květní listeny, které jsou hnědočerné, s jednou nektariovou, téměř válcovitou, žlázkou. Květy jsou uspořádány do jehnědovitých květenství. Samčí květy mají 2 tyčinky, nitky na bázi chlupaté. Samičí květy mají stopkatý chlupatý semeník, krátkou čnělku, přímé blizny, do poloviny dvouzářezové. Poměrně malé elipsoidní až válcovité jehnědy 2–3(–4) cm dlouhé, 0–9–1,5 cm široké, které jsou u samičích jehněd štíhlejší, přisedlé, s malými opadavými listeny na bázi.
Plody, tobolky, mají v každé chlopni 5–7 základů okřídlených semen, v květnu tobolky dozrávají.

## Rozšíření
Vrba popelavá má svůj areál po celé Evropě, na severu až k polární lesní hranici v Laponsku. Nejvíce se vyskytuje ve střední Evropě, od nížin až do výšky 700 m n. m., tj. hlavně na bažinách a u pomalu tekoucích toků. S výjimkou západní Evropy (na západ do střední Francie), severní části Skandinávie, jižní části Apeninského a Balkánského poloostrova, západní Sibiř, Střední Asie, na východ do podhůří Altaje.
V Česku roste roztroušeně od nížin, především v rybníkatých územích, do podhůří do 700 m n. m.

## Ekologie

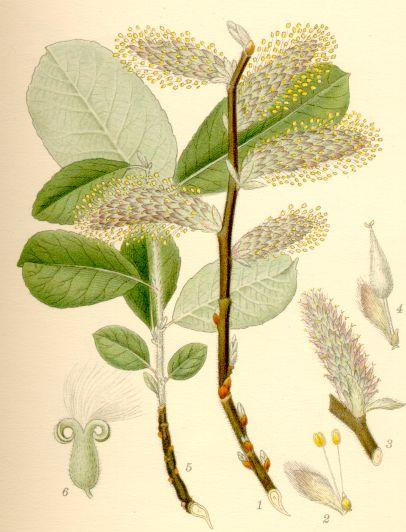
Květy a listy vrby popelavé

Vyskytuje se v nižších polohách podél vodních toků, v blízkosti tůní nebo slepých ramen řek, na okrajích luhů, na vlhkých lukách a slatinách, s převahou na hlubších, těžších a živinami bohatých půdách, neutrálních až mírně kyselých. Obvykle ji můžeme vidět v lužních lesích, bažinách a terénních sníženinách. Nenajdeme ji však na kyselých horninách a v chladnějších oblastech. Snese stagnující vodu, záplavy i slabý zástin. Keře rostoucí v zástinu bývají jen slabě chlupaté.

## Význam
Její hlavní význam spočívá ve své funkci pionýrské a meliorační, při nástupu vegetace vytváří na extrémních lokalitách (hlavně bažinných půdách) vhodné životní podmínky pro olši lepkavou (Alnus glutinosa) a další lužní druhy.
Je pokládána za důležitou medonosnou dřevinu.